# Brachysybra elliptica
Brachysybra elliptica är en skalbaggsart som beskrevs av Stefan von Breuning 1940. Brachysybra elliptica ingår i släktet Brachysybra och familjen långhorningar.
Artens utbredningsområde är:
- Filippinerna.
- Taiwan.

Inga underarter finns listade.